# Fuente de los Colores
La fuente de la plaza del pintor Sandro Botticelli, conocida popularmente como fuente de los Colores se encuentra en la ciudad andaluza de Málaga, España. Fue diseñada por José Manuel Cabra de Luna y el arquitecto Ángel Asenjo. Está ubicada en el centro de una glorieta de distribución de tráfico circular, rodeada de espacio verde, entre los barrios de Teatinos y Hacienda Bizcochero. 
Su rasgo más visible son los 14 cilindros de distintos colores contrastando en orden. Por ello también ha recibido otros nombres coloquiales como la fuente de los lápices o la fuente de los Teletubbies debido a la popularidad de esta serie de televisión en la última década de 1990 y primera de 2000.
La glorieta distribuye el tráfico entre las vías avenida de Jorge Luis Borges, calle Frank Capra y calle Mesonero Romanos.